# Línea X1 de TMB
El bus X1 es una línea de autobús de tránsito rápido que opera en Barcelona, España. Fue introducida como parte de la iniciativa XPRESBus de la ciudad, con el objetivo de ofrecer un transporte público rápido y eficiente.

## Horarios
| X1         | Primer servicio A: Francesc Macià | Primer servicio A: Glòries | Último servicio A: Francesc Macià | Último servicio A: Glòries |
| Laborables | 07:00                             | 07:00                      | 22:30                             | 22:30                      |